# Ivan Ilitjov
Ivan Ivanovitj Ilitjov (russisk: Иван Иванович Ильичёв) (født 27. august 1905 i Navoloki, Rusland, død 2. september 1983 i Moskva) var en sovjetisk militær efterretningsofficer og senere diplomat og ambassadør for Sovjetunionen.
Ilitjov gik ind i det sovjetiske kommunistparti i 1925, han gik i tjeneste i den røde hær, han studerede på V.I.Lenin Militær-Politisk Akademi indtil maj 1938 hvor efter han blev en del af ledelse af den røde hærs efterretningstjeneste. Under 2. verdenskrig fra august 1942 til juli 1945 var han leder af GRU.
Efter krigen blev Ilitjov ansat ved det Sovjetiske Ministeriet For Indre Anlægger, og han blev sendt til Østtyskland som diplomat hvor han var fra 1949 til 1953, her efter bliver han sendt til Østrig som og var her ambassadør fra 1953 til 1956, hvor efter han returnerede til Sovjetunionen, senere bliver han igen i januar 1966 sendt ud som ambassadør, denne gang til Danmark, hvor han blev frem til november 1968, derefter vendte han hjem til Sovjetunionen hvor han fik en ledelses post i det Sovjetiske Ministeriet For Indre Anlægger, som han beholdt til han gik på pension i 1975.